# Méat (botanique)
Pour les articles homonymes, voir Méat.
Un méat est en botanique un espace libre intercellulaire, permettant le passage à travers un tissu. Il peut contenir des gaz et des fluides. On peut trouver des méats dans le parenchyme, l'aérenchyme, parfois dans le collenchyme, mais pas dans le sclérenchyme.